# 梅尔文·施瓦茨
梅尔文·施瓦茨（英語：Melvin Schwartz，1932年11月2日—2006年8月28日）是一名美国物理学家，1988年获诺贝尔物理学奖。
1932年11月2日出生于纽约，1953年毕业于哥伦比亚大学，在那里受教于拉比、斯坦博格和李政道，并留在哥伦比亚大学任教。这三位大师对他都有很深的影响。还有就是与莱德曼的合作。
1966年，施瓦茨转到斯坦福大学，那里有一台新加速器刚刚完工。在以后的岁月里，他投入两项主要的研究。一项是研究长寿命中性K介子衰变中的电荷不对称性，第二项是由π介子和μ子组成的类氢原子的产生和检测。
70年代，在“硅谷”引起新的产业革命后，施瓦茨决定投入新的事业，当了数字通讯公司的总裁，这家公司主要从事数字通讯。1991年2月，施瓦茨又回到高能物理，当了布鲁克海文国家实验室的高能和核物理部的副主任。